# Château de Vissec
 (février 2025).
Le château de Vissec est un château médiéval situé sur la commune éponyme, dans le département du Gard.
Mentionné dès 1084. Situé peut-être sur l’emplacement de l’évêché mérovingien disparu d’Arisitum ou Arisdium (peut faire : Aride et nous sommes à Vissec). Ce dernier est cité dans l'Histoire des Francs de Grégoire de Tours. Un texte en latin le présente comme « l'esprit d'une source ». Cette description colle au terrain : la Vis disparaît en amont du village, pour réapparaître en aval à la Foux !
Ce château fait l’objet d’une inscription au titre des monuments historiques depuis le 2 février 2009.
Le château et le Castellas sont indépendants. Mais le château qui a pris la suite du castellas ruiné en deux fois au XVIIe siècle une première fois en 1628 et la dernière en 1656, est bâti sur une partie de ce dernier. Le centre du village a été aménagé sur les ruines du premier château de Vissec. Les maisons de la RUE ont été construites sur sa basse-cour à partir de 1458.

## Histoire
La famille de Vissec de Latude est une famille noble d'extraction dont la filiation prouvée remonte au XVe siècle.[réf. nécessaire]
Mais l'on trouve un Gérard Daudé de Vissec en fin du XIe siècle dans le cartulaire de l’abbaye de Gellone.
Le 27 avril 1497, Jean de Montfaucon, seigneur de Vissec depuis son mariage avec Antoinette Millasse (Meillasse, Milhasse), dame de Vissec, le 3 août 1458, se présente devant noble et puissant Jean Pierre, seigneur de Pierrefort (Peyrefort), Ganges et Hierle et promet de s’obliger envers lui comme le firent ses prédécesseurs aux seigneurs d’Hierle.
En 1541, Françoise de Pierre, baronne de Pierrefort et d'Hierle, femme de Jean de Boyer, seigneur de Vénéjan, vendit la baronnie d'Hierle à Fulcrand de Montfaucon, seigneur de Vissec.
Le 2 novembre 1570, Jacques de Montfaucon, seigneur de Vissec, licencié en Droit, premier consul de Montpellier, président à la cour des aides de cette ville, assiste aux États généraux de la province à Beaucaire.
Vissec dépend de la baronnie d'Hierle.
Fulcrand de Montfaucon, fils de Jacques épouse en 1578 Anne de Brancas, fille de André Baptiste de Brancas, seigneur de Villars, amiral de France.
Le 27 août 1628, dans le cadre de la guerre entre protestants et catholiques, le duc de Rohan donne l'ordre à Fulcran II d'Assas de raser totalement le château, les maisons du village de Vissec et le moulin de la Foux. En septembre, apprenant que la mise aux enchères du rasement n'a rien donné, il ordonne à la viguerie du Vigan d'envoyer un dénommé Carrière avec 60 soldats et 120 pionniers et maçons.
Le 22 décembre 1628, Carrière réclame le paiement de tous les frais de sa troupe qui est restée à Vissec jusqu'à entière démolition. Si les remparts et les points défensifs ont été mis à bas, Christophe de Montfaucon, baron de Vissec, baron d'Hierle (Hyerle, Yrle ou Yerle) peut encore vivre dans ce qui reste des bâtiments.
Christophe de Montfaucon fait réparer la forteresse vers 1646.

Le 22 juillet 1654, Pierre de Montfaucon (1610-1675) et sa bande sont condamnés à mort par le Tribunal de Castres, mais un document  de 1658 tend à démontrer la manipulation des témoignages pour arriver à cette condamnation, à la suite de toutes leurs exactions (assassinats, viols, pillages, etc.). S’ajoute à cette condamnation, le 15 septembre 1655, le rasement des fortifications de Vissec et le comblement des fossés. Le démantèlement a lieu du 26 au 28 juin 1656, mais Pierre de Montfaucon court toujours. Il est arrêté en 1660 et incarcéré à la citadelle à Sedan. En 1667, Il est libéré grâce à l’intervention du prince de Conti, Armand de Bourbon-Conti. Le 18 février 1668, il signe un acte en son château de Vissec en faveur du prieur de Navacelle (AD du Gard : 2 E78/37).

Blason du marquis de Vissec

Anne-Jacquette du Faur de Pibrac (1649-1709), deuxième épouse de Pierre (1610-1675) depuis leur mariage, le 20 février 1669, gère Vissec, pour son époux, puis pour son fils Michel. Michel de Montfaucon, marquis de Vissec, baron d'Hierle réside au Vigan, mais séjourne aussi à Vissec, dans la partie du château féodal, réaménagée en manoir (par sa mère ?), confrontant au couchant la place qui pourrait être l’emplacement de l'église primitive détruite en 1628, qui était dotée d'une sauveté de 30 dextres (600m²) créée par une bulle du Pape Adrien IV.
À la mort d’Anne de Crouzet, veuve de Michel Marc Antoine César de Montfaucon, en 1762, Jean Alexandre de la Tour du Pin de Verclause, beau-frère de la défunte, hérite des biens et des titres de Vissec, par substitution.
En 1792, les biens appartenant à Alexandre-César de La Tour du Pin, marquis de Vissec deviennent des biens nationaux. Le château est pillé, on enlève toutes traces de blason, on défonce des portes, ainsi que les parquets du premier étage. Des lots sont établis pour la mise aux enchères du domaine. Maître Jean-Jacques Capion, notaire au Vigan, les achète tous sauf un, qui est exclusivement composé de terres et qui est acheté par des habitants de Vissec.
Le 7 octobre 1862, Le fils du notaire, Louis-Eugène Capion, propriétaire au Vigan, vend à Joseph Bourrier, le trisaïeul de l'actuel châtelain, propriétaire de Roquenouze, commune de Vissec, un domaine situé à Vissec comprenant une maison avec écurie et dépendances, dénommée ainsi dans l'acte de vente, précédemment appelée le château, une petite écurie indépendante, les ruines de l'ancien château, une terre labourable au-dessous du chemin vis-à-vis de la maison sus indiquée, une vigne attenante audit champ, un champ mûriers et poiriers au quartier de Peyssel, en un mot toutes les terres que le vendeur possède dans la commune de Vissec mais indépendantes du domaine de Roquenouze. Cette bâtisse fut réunie en 2000 au décès d'un autre Joseph Bourrier, propriétaire de Roquenouze.

## Protection
L'ensemble, château et castellas, font l’objet d’une inscription en totalité au titre des monuments historiques depuis le 2 février 2009.
Petite précision : Le château vieux dit "Castellas" (du mot "castel" signifiant "château" en Occitan suivi du superlatif "as", ancien, gros), est aujourd'hui en ruine depuis 1656. Il a été remplacé par le château de Pierre de Montfaucon (réf. des archives du Gard : 2E78/37 ), toujours sur pied, mais construit sur des parties du vieux château.

## Familles des propriétaires du château
- avant 1458 : Les Milhas
- de 1458 à 1762 : Les Montfaucon, baron puis marquis de Vissec, baron d'Hierle.
- de 1762 à 1792 : Les La Tour du Pin, marquis de Vissec
- de 1792 à 1862 : Les Capion, notaire au Vigan et son fils.
- de 1862 à nos jours : Les Bourrier. 163 ans cette année que le château de Vissec est la maison de famille BOURRIER.

## Personnalités liées
Les premiers Vissec sont connus par le cartulaire de Gellone : Geraldi Deusde de Virsech en 1077, Geraldi en 1112, Raimundus en 1164
- Pierre de Vissec de La Tude : première génération connue des Vissec de la Tude. En 1229, il accorde divers privilèges aux habitants du village de Vissec.

sa devise : « Sisto non sistor » (« Vainqueur jamais vaincu »)
- Charles de Vissec de Latude, comte de Ganges, époux de Diane de Joannis de Chateaublanc, commandant du Fort Saint-André à Villeneuve-lès-Avignon.

- Pierre de Montfaucon, baron de Vissec, baron d'Hierle, condamné à mort le 22 juillet 1654 pour vols et pillages

- Jean Alexandre de la Tour du Pin de Gouvernet.

- Jean Henry, dit Danry, dit Masers de Latude, est un prisonnier français, célèbre par ses nombreuses évasions.

- Lucien Delpon de Vissec, journaliste et écrivain catholique(1872/1953) descendant des Vissec de Latude

- Jean-Frédéric Brun est présent à chaque manifestation au Château à Vissec qui est pour lui le centre du Royaume des "Encantadas", où il raconte des "sornetas" en occitan où sont en bonne place : "Peperelet" et "Turlendu".

## Architecture
Le Corps de logis est aménagé entre 1656 et 1666 par Phélize de Thézan du Poujol, première épouse de Pierre de Montfaucon sur des parties médiévales ruinées du premier château.
Mais deux voûtes médiévales sont encore debout, celle de l'ancienne cuisine (XVe siècle) et celle de l'écurie (XIIIe siècle). L'escalier à l'italienne avec un mur d'échiffre est bâti dans l'espace libre entre ces deux voûtes. Au-dessus de l'ancienne cuisine, une grande salle, peut-être la salle dite la plus haute, dans les plus anciennes archives est décorée d'une cheminée monumentale de style gothique flamboyant. Au-dessus de l'écurie, il y avait une grande pièce d'un seul tenant sous un plafond en bois et pourvu d'une cheminée sur le mur nord, probablement la salle des gardes. Les murs intérieurs du rez-de-chaussée font 1,10 m d'épaisseur. Ceux du premier étage font 90 cm, comme ceux des courtines du Castellas. Les parements de tous ces murs sont bien appareillés, avec des lits de pierre réguliers. La distribution des pièces du premier est totalement modernisé avec la création d'une enfilade liant tout cet étage.
La découverte récente d'un sol très ancien dans l'antichambre nécessitera une analyse chimique par le Laboratoire de Recherche des Monuments Historiques, pour le dater.

## Références

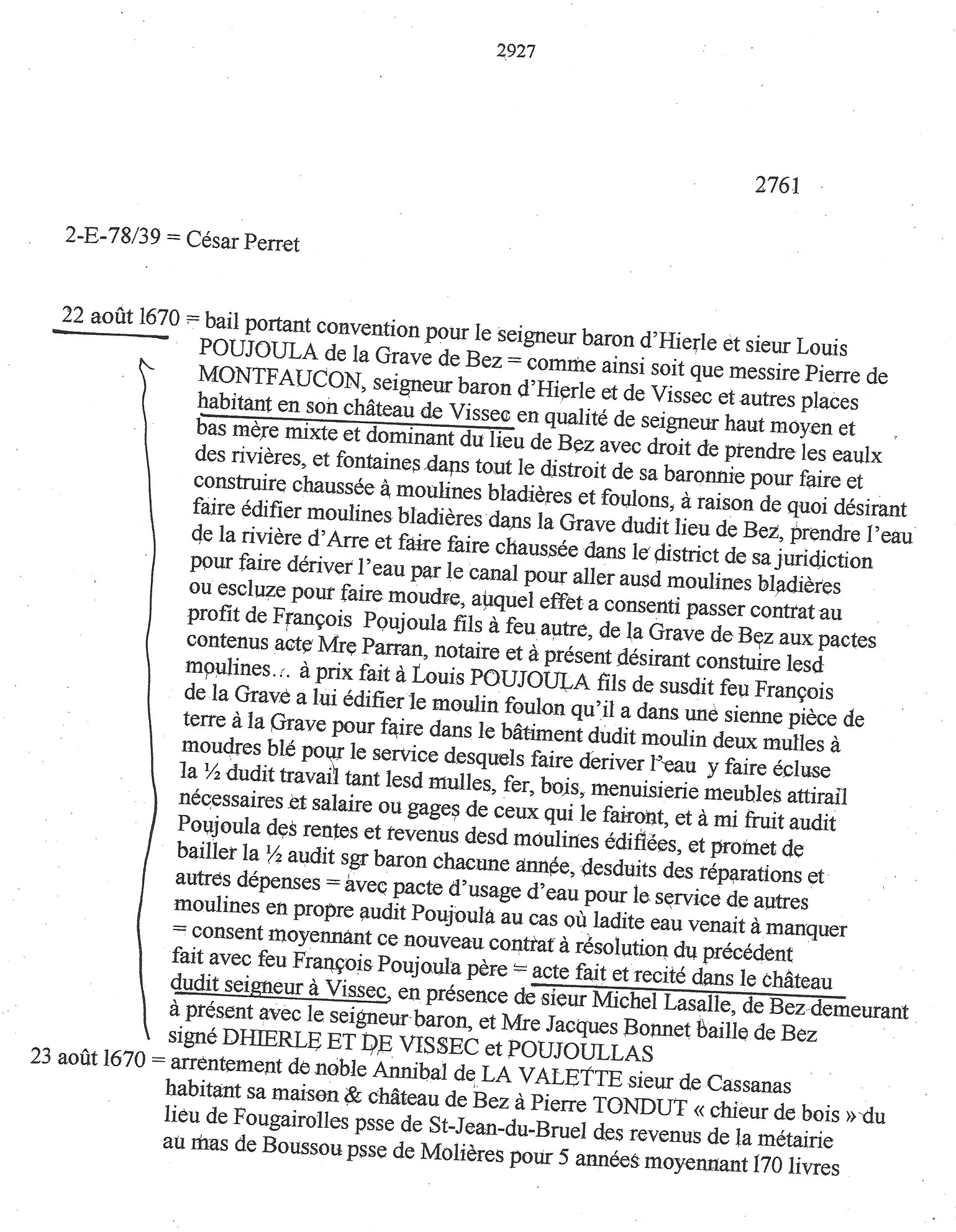
Le Château de Vissec est cité 2 fois dans cette archive des AD30